# Olle Ferm
Sven Olof (Olle) Erik Ferm, född 8 mars 1947 i Norrköping, är en svensk historiker och tidigare simmare.
Ferm tävlade för Norrköpings KK. Han tävlade även för Sverige vid olympiska sommarspelen 1964 i Tokyo, där han blev utslagen i försöksheatet på 400 meter medley. Vid olympiska sommarspelen 1968 i Mexico City tävlade han i tre grenar. Vid Europamästerskapen i simsport 1966 tog Ferm brons på 4 x 200 meter frisim. 1967 tilldelades han Stora grabbars märke. 1970 vann Ferm SM-guld i vattenpolo.
Efter simkarriären blev Ferm professor i medeltidshistoria vid den historiska institutionen vid Stockholms universitet. Han tilldelades Rettigska priset av Vitterhetsakademien 2010. År 2012 fick han tillsammans med sin kollega Göran Dahlbäck Kungl. Vetenskapssamhällets i Uppsala tvärvetenskapliga pris för framstående tvärvetenskapligt arbete för deras "skapande och utveckling av det mångvetenskapliga medeltidsseminariet som nydanat svensk medeltidsforskning". Tillsammans fick de 2013 också Svenska fornminnesföreningens Hildebrandspris. Ferm blev den 5 februari 2013 invald som svensk korresponderande ledamot av Kungliga Vitterhetsakademien. År 2024 tilldelades Ferm Birgittapriset för "specifika forskningsinsatser med anknytning till Heliga Birgitta, Birgittinorden och medeltiden".